# 盧卡·巴比奇
盧卡·巴比奇（1991年9月29日—），克羅地亞籃球運動員。他現在效力於克羅地亞籃球聯賽球隊薩格勒布塞德維塔籃球俱樂部。他也代表克羅地亞國家籃球隊參賽，參加了2014年籃球世界杯。

## 外部連結
- 盧卡·巴比奇在fiba.basketball（英语）
- 盧卡·巴比奇在archive.fiba.com（存檔）（英语）
- 盧卡·巴比奇在歐洲籃球聯賽官網（英语）
- 盧卡·巴比奇在TBLStat.net（英语）
- 盧卡·巴比奇在亞得里亞海聯賽官網（英语）
- 盧卡·巴比奇在Basketball-Reference.com（國際）（英语）
- 盧卡·巴比奇在Eurobasket.com（球員）（英语）
- 盧卡·巴比奇在Proballers（英语）
- 盧卡·巴比奇在RealGM（英语）
- 盧卡·巴比奇在Olympedia（英语）